# La Flèche Wallonne 2019
83. edycja wyścigu kolarskiego La Flèche Wallonne odbyła się 24 kwietnia 2019 i liczyła 195,5 km. Start wyścigu miał miejsce w Ans, a meta na Mur de Huy. Wyścig zaliczany był do światowego cyklu UCI World Tour 2019.

## Uczestnicy
Do wyścigu przystąpiło 25 ekip. Wśród nich znajdowały się wszystkie osiemnaście ekip UCI World Tour oraz siedem innych zaproszonych przez organizatorów.
| Numery  | Kod | Drużyna               |
| ------- | --- | --------------------- |
| 1-7     | DQT | Deceuninck-Quick Step |
| 11-17   | MOV | Movistar Team         |
| 21-27   | LTS | Lotto Soudal          |
| 31-37   | MTS | Mitchelton-Scott      |
| 41-47   | SUN | Team Sunweb           |
| 51-57   | TFS | Trek-Segafredo        |
| 61-67   | ALM | Ag2r-La Mondiale      |
| 71-77   | BOH | Bora-Hansgrohe        |
| 81-87   | SKY | Team Sky              |
| 91-97   | DDD | Dimension Data        |
| 101-107 | GFC | Groupama–FDJ          |
| 111-117 | UAE | UAE Team Emirates     |
| 121-127 | AST | Astana Pro Team       |

| Numery  | Kod | Drużyna                       |
| ------- | --- | ----------------------------- |
| 131-137 | KAT | Team Katusha-Alpecin          |
| 141-147 | TJV | Team Jumbo-Visma              |
| 151-157 | COF | Cofidis, Solutions Crédits    |
| 161-167 | TBM | Bahrain-Merida                |
| 171-177 | EF1 | EF Education First            |
| 181-187 | CPT | CCC Team                      |
| 191-197 | RLY | Rally UHC Cycling             |
| 201-207 | SVB | Sport Vlaanderen–Baloise      |
| 211-217 | WGG | Wanty-Groupe Gobert           |
| 221-227 | ICA | Israel Cycling Academy        |
| 231-237 | WVA | Bingoal-Wallonie Bruxelles    |
| 241-247 | EUS | Euskadi Basque Country-Murias |

## Klasyfikacja generalna
| M-ce | Imię i nazwisko       | Kraj      | Drużyna               | Czas       |
| ---- | --------------------- | --------- | --------------------- | ---------- |
| 1.   | Julian Alaphilippe    | Francja   | Deceuninck-Quick Step | 4h 55' 14" |
| 2.   | Jakob Fuglsang        | Dania     | Astana Pro Team       | + 0"       |
| 3.   | Diego Ulissi          | Włochy    | UAE Team Emirates     | + 6"       |
| 4.   | Bjorg Lambrecht       | Belgia    | Lotto Soudal          | + 8"       |
| 5.   | Maximilian Schachmann | Niemcy    | Bora-Hansgrohe        | + 8"       |
| 6.   | Bauke Mollema         | Holandia  | Trek-Segafredo        | + 8"       |
| 7.   | Patrick Konrad        | Austria   | Bora-Hansgrohe        | + 8"       |
| 8.   | Michael Matthews      | Australia | Team Sunweb           | + 8"       |
| 9.   | Jelle Vanendert       | Belgia    | Lotto Soudal          | + 11"      |
| 10.  | Enrico Gasparotto     | Włochy    | Dimension Data        | + 11"      |
|      |                       |           |                       |            |
| 16.  | Michał Kwiatkowski    | Polska    | Team Sky              | + 11"      |
| 47.  | Tomasz Marczyński     | Polska    | Lotto Soudal          | + 3' 22"   |
| DNF  | Michał Gołaś          | Polska    | Team Sky              | -          |